# Basílica de Nuestra Señora de los Remedios
La Basílica de Nuestra Señora de los Remedios, Santuario de los Remedios o Nuestra Señora de los Remedios extramuros de México es un santuario de la iglesia católica dedicado a la Virgen María, en su advocación de los Remedios, imagen que fue traída por Hernán Cortés. Ubicada en el Parque nacional Los Remedios, Naucalpan, fue construida en el siglo XVI. En la Nueva España y en el México posterior tanto la imagen que resguarda como el mismo templo han tenido una gran relevancia histórica y religiosa, por lo cual fue erigida como basílica. Tuvo una dedicación a la protección simbólica de la Ciudad de México junto a la basílica de Nuestra Señora de Guadalupe y la de Nuestra Señora de la Piedad Ahuehuetlán.

Algunos Grupos Parroquiales de este Santuario.
●Cofradía de Nuestra Señora de Los Remedios(1575 | 2017 - Actualidad).
● Adoración Nocturna Mexicana(1931 - Actualidad).
●Tercera Orden Franciscana.
●Socios del Sagrado Corazón de Sagrado Corazón de Jesús.